# Årøysund
Årøysund este o localitate din comuna Nøtterøy, provincia Vestfold, Norvegia, cu o suprafață de 1,28 km² și o populație de 1.603 locuitori (2013).